# Santuario di Merke
I santuari turchi di Merke si trovano nel sud del Kazakistan, a circa 37 km a sud dell'attuale centro di Merke nella Regione di Zhambyl. A 3000 m di altezza, i santuari di questa zona montuosa del Kirghizki Alatau sono più di 170 in quasi 250 km2. I siti sono ben conservati al momento a causa del loro isolamento e della relativa difficoltà di accesso. Ogni sito può includere piccole stele (da una a quattro), che rappresentano probabilmente gli antenati sepolti.

## Stato del patrimonio mondiale
Questo sito è stato aggiunto alla lista provvisoria del patrimonio mondiale dell'UNESCO il 24 settembre 1998 nella categoria mista (culturale e naturale).